# Перрі (Огайо)
Перрі (англ. Perry) — селище (англ. village) в США, в окрузі Лейк штату Огайо. Населення — 1602 особи (2020).

## Географія
Перрі розташоване за координатами 41°45′50″ пн. ш. 81°8′37″ зх. д. / 41.76389° пн. ш. 81.14361° зх. д. (41.763824, -81.143559).  За даними Бюро перепису населення США в 2010 році селище мало площу 5,65 км², уся площа — суходіл.

## Демографія
Згідно з переписом 2010 року, у селищі мешкали 1663 особи в 593 домогосподарствах у складі 456 родин. Густота населення становила 294 особи/км².  Було 630 помешкань (112/км²).
Расовий склад населення:
| - 96,1 % — білих - 1,4 % — азіатів - 0,8 % — чорних або афроамериканців |

До двох чи більше рас належало 1,1 %. Частка іспаномовних становила 2,6 % від усіх жителів.
За віковим діапазоном населення розподілялося таким чином: 28,8 % — особи молодші 18 років, 60,6 % — особи у віці 18—64 років, 10,6 % — особи у віці 65 років та старші. Медіана віку мешканця становила 39,9 року. На 100 осіб жіночої статі у селищі припадало 98,4 чоловіків;  на 100 жінок у віці від 18 років та старших — 97,3 чоловіків також старших 18 років.
Середній дохід на одне домашнє господарство  становив 76 158 доларів США (медіана — 68 194), а середній дохід на одну сім'ю — 86 006 доларів (медіана — 77 063). Медіана доходів становила 66 250 доларів для чоловіків та 44 167 доларів для жінок. За межею бідності перебувало 7,9 % осіб, у тому числі 10,4 % дітей у віці до 18 років та 3,8 % осіб у віці 65 років та старших.
Цивільне працевлаштоване населення становило 705 осіб. Основні галузі зайнятості: освіта, охорона здоров'я та соціальна допомога — 25,8 %, виробництво — 22,8 %, роздрібна торгівля — 8,1 %, фінанси, страхування та нерухомість — 7,9 %.